# Björkviks herrgård
Björkvik är en herrgård i Östra Ryds socken, Söderköpings kommun, Östergötlands län. Gården ligger vid östra stranden av sjön Hövern.

## Gårdsmiljön
Björkvik består av en ålderdomlig timmerbebyggelse. Huvudbyggnaden i karolinsk stil anses ha uppförts under första halvan av 1600-talet, eller vid århundradets mitt. Den har numera två våningar och tegelklätt mansardtak. Flygelbyggnaderna har brutna tegeltak och valmade gavelspetsar, de är troligen byggda på 1780-talet. Till gårdens märkvärdigheter hör en äldre förråds-byggnad, en så kallad fatabur, från runt 1600. Fataburen är kvadratisk med utkragande övervåning och ett spåntak i två fall. Den är placerad på en höjd bredvid de andra byggnaderna, väl synlig från uppfarten och från viken. En kopia finns uppbyggd på Skansen i Stockholm. Det finns även stall, magasin och en saltbod från 1700-talet. Alla byggnaderna är rödmålade. Hela gårdsmiljön är byggnadsminne sedan 1986.

## Historia
Björkvik, ursprungligen Birkevik, är en gammal sätesgård. Den bildades under senare hälften av 1300-talet av väpnaren Peter Tomasson (tre rosor på en snedbjälke). Han var häradshövding i orten och lagmansdomhavande i Östergötland 1373-1401. Gården gick i arv till släkterna Gera, Oxenstierna, Yxkull, Gyllenstierna och Rålamb. 1783 såldes egendomen till friherre Johan Gabriel Banér. Han fick tillstånd att göra Björkvik till fideikommiss genom byte mot Lidingön vid Stockholm (som hörde till det banérska fideikommisset Djursholm). Hans son, överstelöjtnanten friherre Johan Gustaf Banér, fick 1814 tillåtelse att byta Björkviks och Djursholms fideikommiss mot Sjöö i Uppland. Sjöö hade han bytt till sig av friherre J. K. Adelswärd, som i stället fick Björkvik. Egendomen har sedermera tillhört den Adelswärdska släkten och ägdes från 1899 av friherre J. Beck-Friis, greve Fr. von Rosen och hovstallmästare G. Tamm. Från 1936 ägs Björkvik av Johan Henrik Andresen, norsk industriman, och hans ättlingar.